# Dialithus scintillans
Dialithus scintillans är en skalbaggsart som beskrevs av Henry Fuller Howden 1972. Dialithus scintillans ingår i släktet Dialithus och familjen Cetoniidae. Inga underarter finns listade i Catalogue of Life.